# Propuesta de anexión rusa de Osetia del Sur

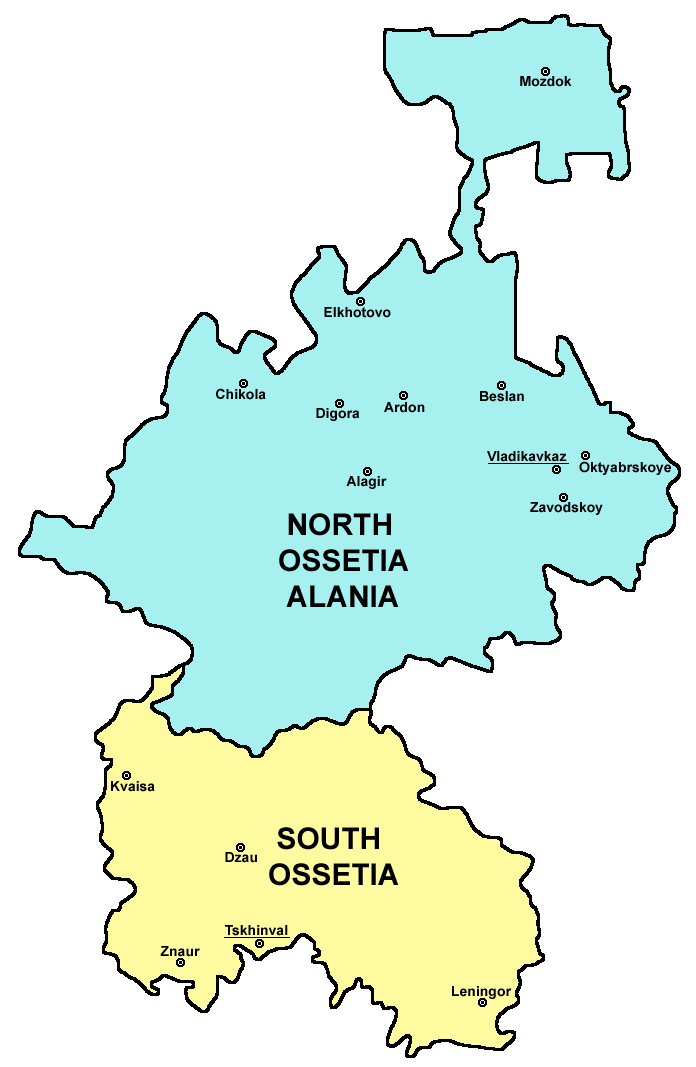
Mapa de la región etnolingüística de Osetia, dividida en Osetia del Norte, que es parte de Rusia, y Osetia del Sur, un estado separatista en gran parte no reconocido separado de Georgia.

Osetia del Sur es un estado separatista parcialmente reconocido y ocupado por Rusia. Gran parte de la comunidad internacional la reconoce como parte de Georgia. Está habitada principalmente por osetios, un grupo étnico también dominante en Osetia del Norte, que forma parte de Rusia. Osetia del Sur se separó de Georgia después de la guerra de Osetia del Sur de 1991-1992 con la ayuda de Rusia, permaneciendo desde entonces como un estado estrechamente aliado con este país.

## Trasfondo
Osetia del Sur es un pequeño estado disidente parcialmente reconocido y ocupado por Rusia en la región del Cáucaso con entre 40.000 y 60.000 habitantes, cuya población, después de la limpieza étnica de los georgianos, se compone predominantemente de osetios. Esta etnia también habita en Osetia del Norte, que actualmente es una provincia de Rusia. Osetia del Sur se separó de Georgia tras la disolución de la Unión Soviética, que marcó el inicio del conflicto entre Georgia y Osetia y también el conflicto entre Abjasia y Georgia. Sus fases iniciales, la guerra de Osetia del Sur de 1991-1992 y la guerra de Abjasia de 1992-1993, convirtieron a Abjasia y Osetia del Sur en países independientes de facto respaldados por Rusia, aunque reconocidos internacionalmente como parte de Georgia. Sin embargo, en 2008 estalló la guerra ruso-georgiana. Rusia ayudó a Abjasia y Osetia del Sur contra Georgia y reconoció su independencia. Desde entonces, ambos estados han dependido en gran medida de Rusia. Sin embargo, a diferencia de Abjasia, que ha buscado relaciones más estrechas con el resto del mundo, Osetia del Sur se ha mantenido más aislada, centrándose principalmente en su relación con Rusia. Esto fue denominado "osetianización" en 2019 por el periodista y escritor británico Thomas de Waal.

## Historia

### Referéndum de independencia de Osetia del Sur de 1992
En 1992 se llevó a cabo un referéndum sobre la independencia de Osetia del Sur. También se incluyó una pregunta sobre si Osetia del Sur debería unirse a Rusia. El referéndum fue aprobado por una abrumadora mayoría de los votantes; solo 57 de los 53.441 votos fueron en contra de estas perspectivas.

## Propuestas en la década del 2010
En abril de 2012, después de su victoria en las elecciones presidenciales de Osetia del Sur de 2012, el nuevo presidente electo de Osetia del Sur, Leonid Tibilov, prometió que seguiría desarrollando la relación de Osetia del Sur con Rusia y que su objetivo era "hacer realidad el viejo sueño de una Osetia del Norte y del Sur unidas se hagan realidad".
En enero de 2014, algunos meses antes de las elecciones parlamentarias de Osetia del Sur de 2014 que se celebrarían en junio de ese año, el destacado político de Osetia del Sur, Anatoly Bibilov, propuso la organización de un nuevo referéndum para unir a Osetia del Norte y Osetia del Sur de Rusia. Criticó el Tratado sobre Relaciones de la Unión e Integración entre Rusia y Osetia del Sur planeado por no pretender tanta integración con Rusia como él deseaba.
El 19 de octubre de 2015, durante una reunión con el político ruso Vladislav Surkov, Tibilov declaró que en el futuro podría realizarse otro referéndum sobre la anexión de Osetia del Sur a Rusia. Es posible que haya elegido este momento para proponerlo ya que la comunidad internacional estaba en ese momento centrada en la guerra civil siria, lo que significa que su propuesta causaría menos escándalo que la anexión rusa de Crimea en 2014.
En abril de 2016, la propuesta resurgió, ya que Tibliov dijo que antes de agosto estaba previsto un referéndum para cambiar la Constitución de Osetia del Sur a fin de que los líderes de Osetia del Sur pudieran solicitar la incorporación de la región a Rusia en el futuro. ese año. La parte de la constitución sería más específicamente el artículo 10, que establecía que la república era libre de entrar en alianzas con otros países y entregar parte de sus poderes a dichas alianzas. Si se hubiera cambiado, el presidente de Osetia del Sur podría haber pedido legalmente a Rusia que anexara el país una vez que el Parlamento de Osetia del Sur le hubiera dado la aprobación. Sin embargo, en mayo de ese año, Tibilov y Bibilov, entonces presidente del parlamento de Osetia del Sur, emitieron una declaración conjunta diciendo que tal referéndum solo se llevaría a cabo en 2017, luego de las elecciones presidenciales de Osetia del Sur de 2017.
En 2017, Bibilov, ahora como presidente de Osetia del Sur después de su victoria en las elecciones de 2017, dijo que si bien todavía tenía la intención de celebrar un referéndum sobre la unión de Rusia en Osetia del Sur, todavía había posibilidades de posponerlo.

### Referéndum del 2022
El 13 de mayo de 2022 se anunció un referéndum de anexión en Osetia del Sur para el 17 de julio de 2022 en el que se preguntaría a los votantes si aprobaban renunciar a la independencia y proceder a una anexión por parte de Rusia, o mantener la independencia.
La pregunta en la boleta era: ¿Apoya la unificación de la República de Osetia del Sur y Rusia?